# コンツ
コンツは、ホリプロコムに所属していたお笑いコンビ。

## メンバー
- 勝又誉文（1980年9月28日 - ）
三重県四日市市出身。身長179cm、体重62kg、血液型O型。
兄は元『マチコ』で、現在は『勝又：』で相方でもある勝又伸悟。

- 永尾宗大（1980年8月12日 - ）
大阪府泉佐野市生まれ、東京都品川区育ち。身長179cm、体重61kg、血液型A型。
コンツ解散後はピン芸人となり、この時のネタには、ボウリングの球を使って「球から指が抜けない」などの設定で、ボクサーや葬儀など様々なシチュエーションでの一人コントがあった。
コンツ結成前は、コンビ『ベティ』として活動。2009年11月に同じメンバーで『ベティ』を再結成、2009年12月4日の『ホリプロライブNEO』に再結成後では初となる出演。

## 来歴・芸風
目黒笑売塾2期生出身。
演じていたのは主にコント。尺の短い番組に出演する際に野球拳ネタをしていたことが多かった。この野球拳ネタはコンツ解散後に勝又が兄の勝又伸悟と結成した「勝又：」に引き継がれていた。
2008年3月末解散。勝又は、実兄で元マチコの勝又伸悟と『勝又（後に「勝又：」に改名）』を結成、オスカープロモーションに所属。永尾はピン芸人『永尾宗大』（ながお そうだい）、その後2009年11月からはコンビ『ベティ』のメンバーとなり、そのままホリプロコム所属で活動。

## 出演番組
- インパクト!（フジテレビ系） - 第15回
- エンタの神様（日本テレビ系） - 2006年8月19日、キャッチコピーは「迷泣の無敗伝説」
- 笑いの金メダル（テレビ朝日系）
- 爆笑オンエアバトル（NHK総合）戦績0勝2敗 最高361KB
- 伊集院光のばんぐみ (BS11)